# Tebing Tinggi (Panyabungan Timur)
Tebing Tinggi is een bestuurslaag in het regentschap Mandailing Natal van de provincie Noord-Sumatra, Indonesië. Tebing Tinggi telt 866 inwoners (volkstelling 2010).